# Na Vyhlídce (usedlost)
Na Vyhlídce je usedlost a bývalý hostinec v Praze 6-Střešovicích na Ořechovce v ulici Pod Vyhlídkou.

## Historie
Usedlost stála původně osaměle mimo centrum Střešovic na cestě do Dejvic. Jako hostinec sloužila od 19. století do 90. let 20. století.